# 西村武
西村 武（にしむら たけし、1936年2月24日 - ）は、日本の工学者、京都工芸繊維大学名誉教授。専門は照明学、色彩学。宝塚大学学長を務めた。

## 経歴
少年期を京都市で過ごしたが、第二次世界大戦時には学童疎開も経験した。
1958年、京都大学工学部電気工学科卒業して日立製作所に入社し、以降、研究所でカラーテレビの開発などに従事した。
1968年に京都工芸繊維大学教員となった。京都工芸繊維大学では、工芸学部長などを務めたが、1999年に退職して名誉教授となり、宝塚造形芸術大学（後の宝塚大学）教授となった。
この間、社団法人照明学会で長く活動して副会長などを務め、2007年には照明学会賞（研究業績）を受章し、参与となり、後には名誉会員となった。また、京都府中小企業特別技術指導員なども務めた。
2010年、宝塚造形芸術大学から改称した宝塚大学として最初の学長となったが、2011年7月末に健康を害して学長職を退いた。
2014年秋の叙勲で、瑞宝中綬章を受章した。